# Earthship

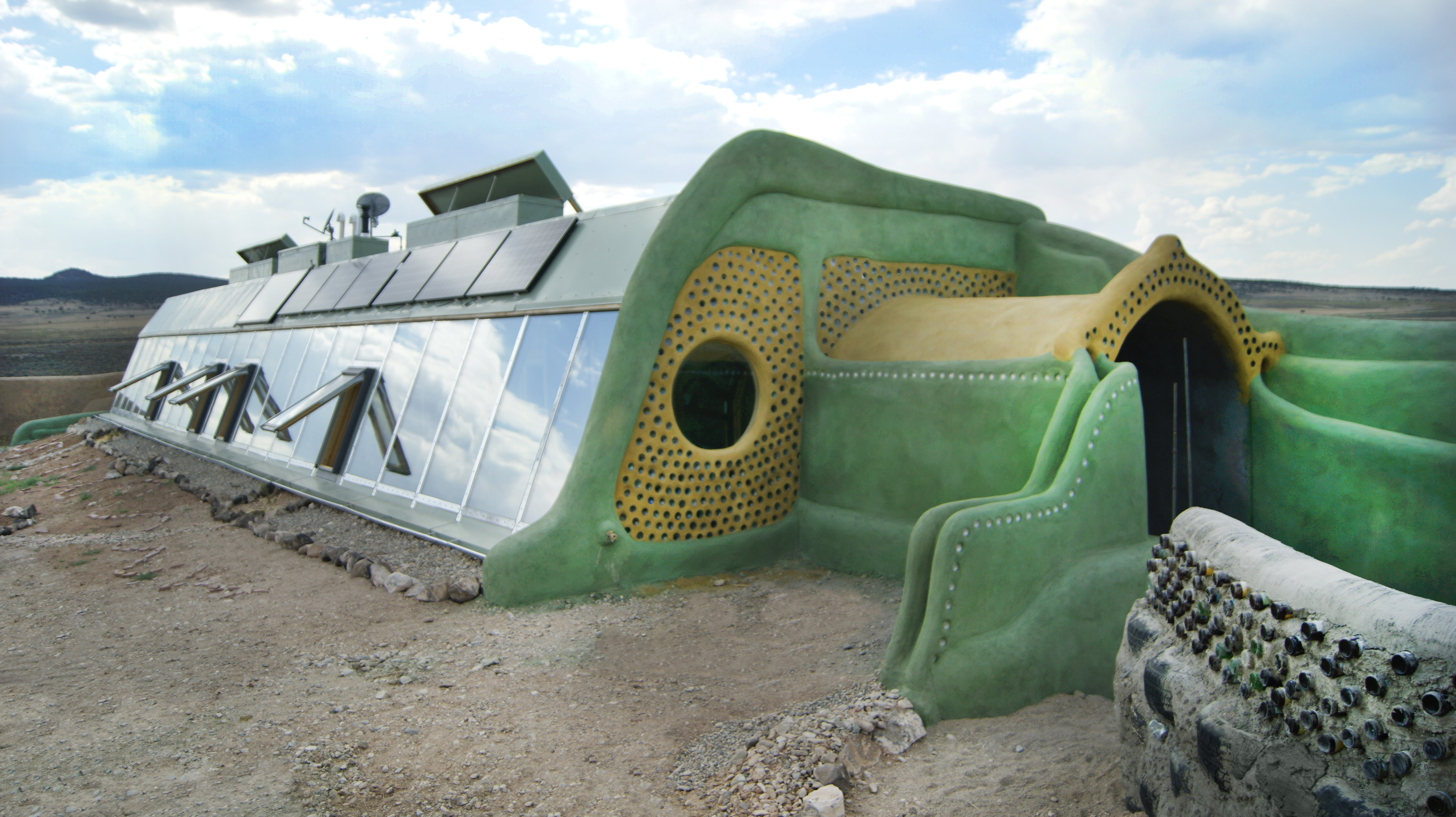
Vista sul e leste de uma casa solar passiva Earthship

Planta baixa típica

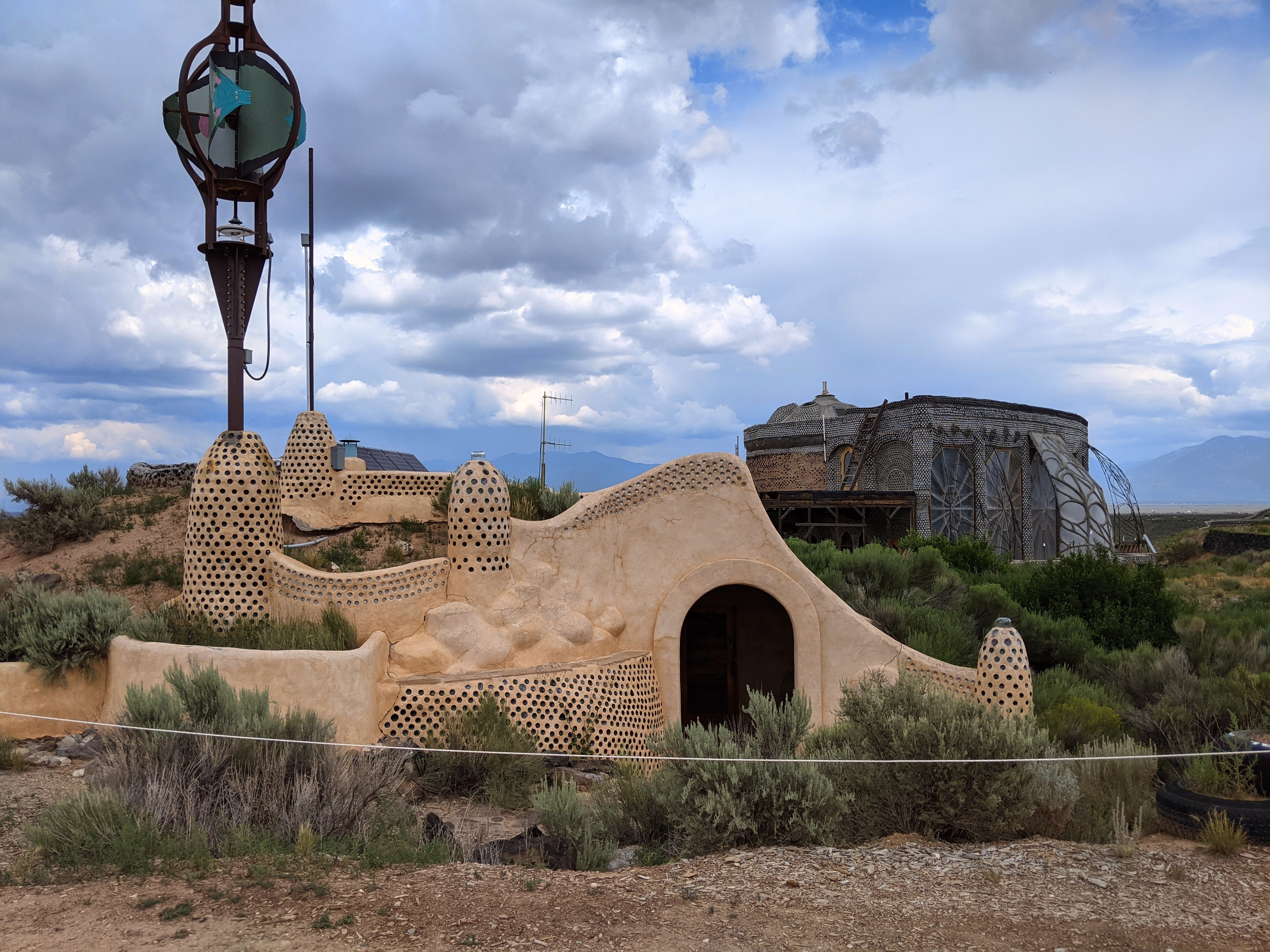
Arquitetura Earthship, Taos, Novo México

Uma Earthship (lit. nave terrestre) é um estilo de arquitetura desenvolvido no final do século 20 ao início do século 21 pelo arquiteto Michael Reynolds. As Earthships são projetadas para se comportarem como abrigos solares passivos feitos de materiais naturais e de upcycling, como pneus compactados com terra. As Earthships podem apresentar uma variedade de comodidades e estéticas e são projetadas para suportar as temperaturas extremas de um deserto, conseguindo permanecer perto de 70 °F (21 °C), independentemente das condições climáticas externas. As comunidades Earthship foram originalmente construídas no deserto do norte do Novo México, perto do Rio Grande, e o estilo se espalhou por pequenos grupos de comunidades ao redor do mundo, em alguns casos, apesar da oposição legal à sua construção e adoção.
Reynolds desenvolveu o projeto Earthship depois de se mudar para o Novo México e concluir sua graduação em arquitetura, pretendendo que fossem casas "prontas para uso fora da rede", com dependência mínima de serviços públicos e combustíveis fósseis. Eles são construídos para utilizar os recursos naturais disponíveis, especialmente a energia do sol e da água da chuva. Eles são projetados com construção de massa térmica e ventilação cruzada natural para regular a temperatura interna, e os projetos são intencionalmente descomplicados e principalmente de um só andar, para que pessoas com pouco conhecimento de construção possam construí-los. Podem ser percebidos como uma concretização da utopia da habitação autónoma e da vida sustentável.

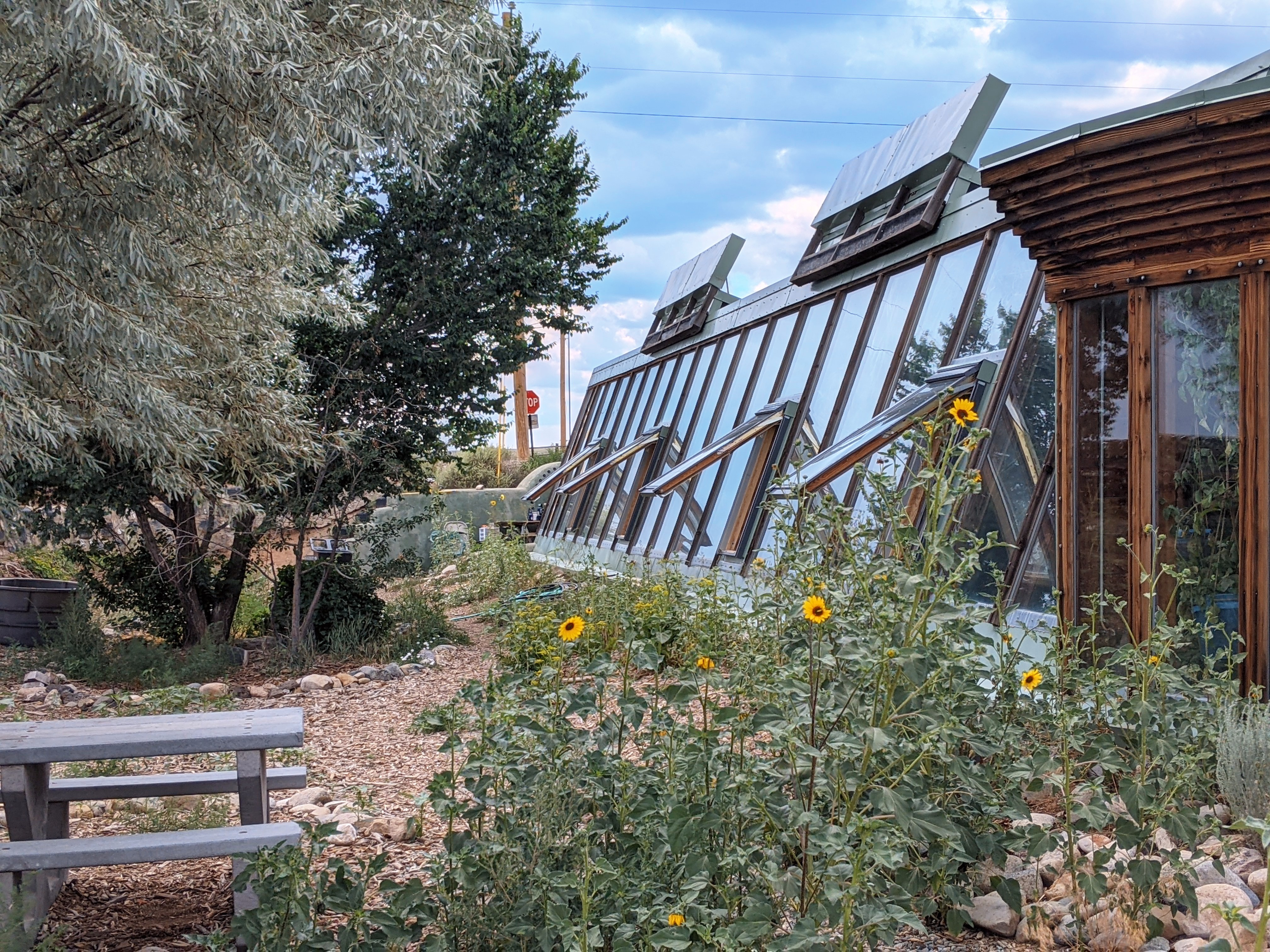
Janelas da earthship, barris de água e painéis solares

## História

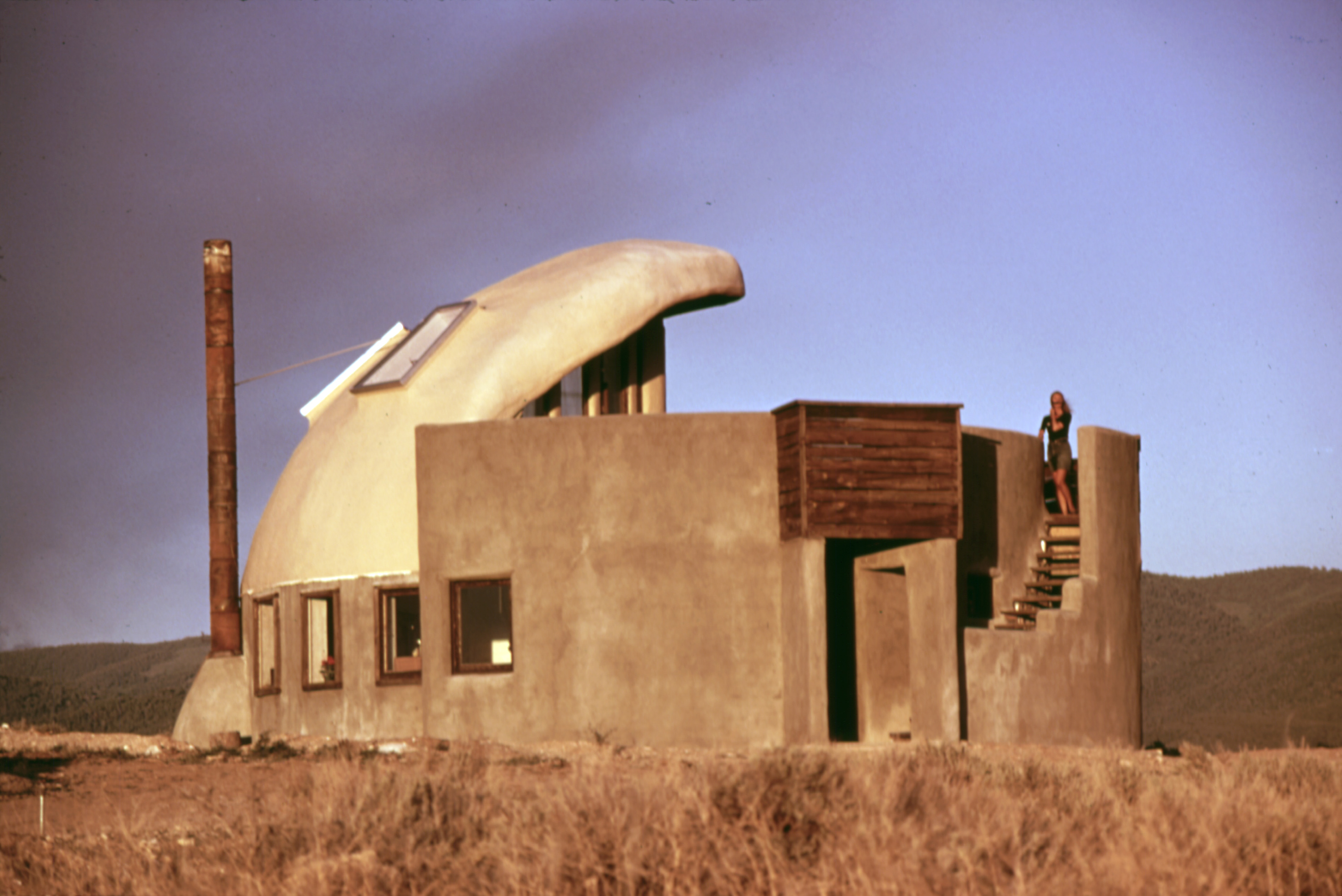
O primeiro edifício de Michael Reynolds, a "Thumb House", foi construído no início dos anos 1970. Incluía recursos incorporados em designs posteriores da Earthship

A arquitetura Earthship começou a ser desenvolvida na década de 1970, quando o arquiteto Michael Reynolds decidiu criar uma casa que atendesse a três critérios. Primeiro, utilizaria arquitetura sustentável e materiais indígenas da área local ou materiais reciclados sempre que possível. Em segundo lugar, dependeria de fontes de energia naturais e seria independente da rede eléctrica. Terceiro, seria viável para uma pessoa sem habilidades especializadas em construção construir. Eventualmente, a visão de Reynolds foi transformada nas comuns casas de pneus cheias de terra em forma de U vistas hoje.
O nome baseia-se na ideia de uma nave ou nave espacial, para aludir à capacidade da casa de fornecer tudo para a sobrevivência dos seus habitantes: abrigo, energia, gestão de resíduos, água e comida.

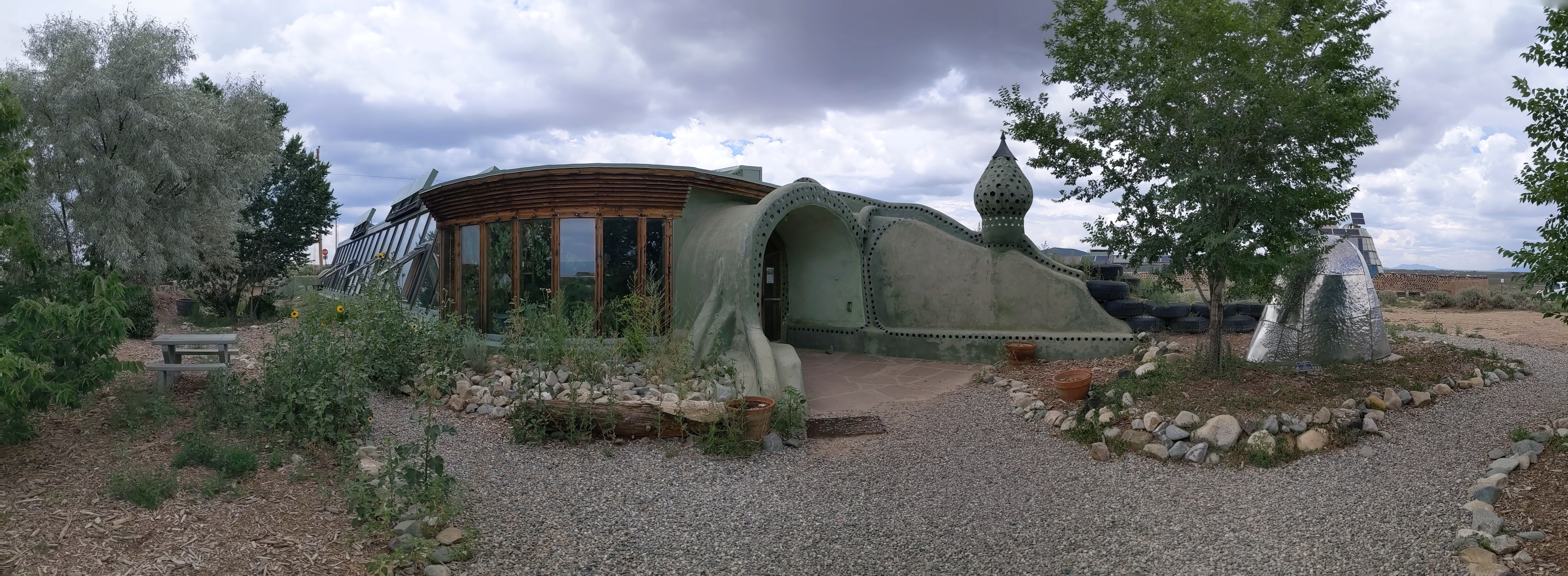
Centro de boas-vindas da Earthship

## Construção e design

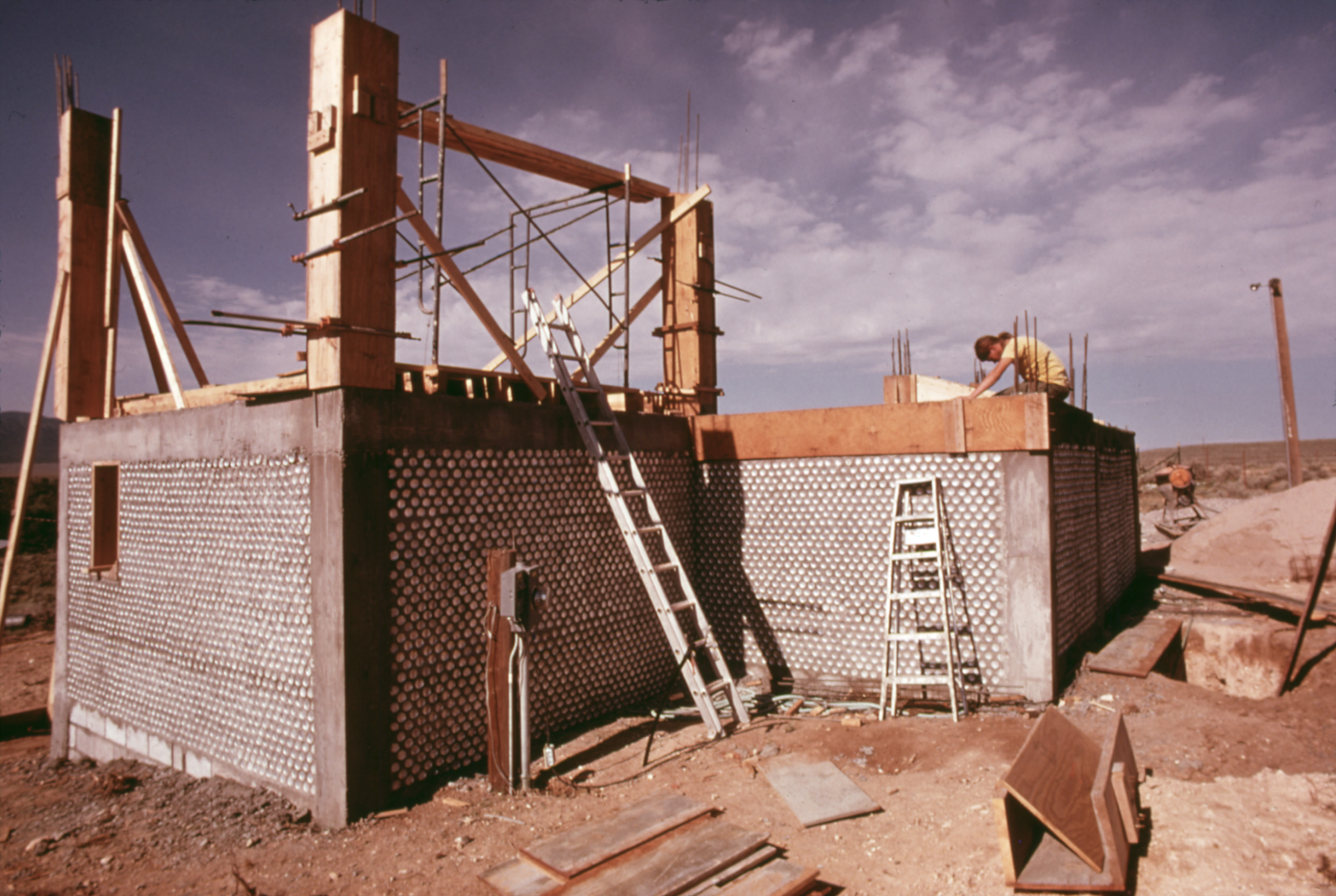
Construindo com latas na década de 1970

As Earthships são construídas com base em seis princípios de projeto que ajudam a contribuir para o objetivo de um projeto de construção ambientalmente sustentável:
1. Construindo com materiais naturais e reaproveitados: utilizam materiais como pneus usados, latas, garrafas, madeira e lama.
2. Aquecimento e resfriamento térmico ou solar: As Earthships se aquecem e se resfriam usando massa térmica e ganho solar. Eles não utilizam eletricidade ou queima de combustível para manter a temperatura.
3. Eletricidade solar e eólica: A eletricidade é coletada por meio de painéis fotovoltaicos e, ocasionalmente, moinhos de vento. Além disso, os requisitos eléctricos dos edifícios são minimizados através da utilização de iluminação e aparelhos energeticamente eficientes.
4. Captação de água: A água é coletada da chuva e do derretimento da neve no telhado e depois armazenada em uma cisterna para uso futuro.
5. Tratamento de esgoto: Tratamento de esgoto autônomo e reciclagem de água.
6. Produção de alimentos: Capacidade de produção doméstica de alimentos orgânicos.[2]

Os edifícios costumam ter o formato de ferradura devido à dificuldade de criar ângulos agudos de 90 graus com pneus compactados. No protótipo de Reynolds em Taos, a abertura da ferradura está voltada para 10-15 graus a leste do sul para maximizar a luz natural e o ganho solar durante os meses de inverno, com janelas nas paredes voltadas para o sol admitindo luz e calor.
O livro Earthship I descreve como encontrar o melhor ângulo dependendo da localização geográfica do edifício. As paredes espessas e densas fornecem massa térmica que regula naturalmente a temperatura interior durante temperaturas exteriores frias e quentes. As paredes externas da maioria das Earthships são feitas de pneus compactados, mas qualquer material denso com potencial para armazenar calor, como concreto, adobe, sacos de terra ou pedra, poderia, em princípio, ser usado para criar um edifício semelhante a uma earthship. As paredes dos pneus são escalonadas como a alvenaria tradicional e geralmente têm "meios blocos de concreto" a cada duas camadas, para igualar o comprimento do pneu escalonado abaixo. Num esforço para reduzir ainda mais o uso de concreto, eles também usam "squishies" - pneus colocados em espaços apertados para nivelar o percurso ou para compensar a variação do tamanho dos pneus.

A maioria das estruturas terrestres são edifícios protegidos pela terra, com uma grande série de janelas e pneus usados

Os pneus de taipa de uma Earthship são montados por equipes de duas pessoas. Uma pessoa remove a sujeira e a coloca no pneu, uma colher de cada vez. A outra pessoa, que fica em cima do pneu, usa uma marreta para compactar a sujeira enquanto se move em círculo ao redor do pneu para manter a sujeira uniforme e evitar deformar o pneu. Os pneus de taipa podem pesar até 300 lb (140 kg), por isso normalmente são preenchidos no local. Como o pneu está cheio de terra, ele não queima quando exposto ao fogo. Em climas mais frios, é adicionado isolamento extra na parte externa das paredes do pneu.

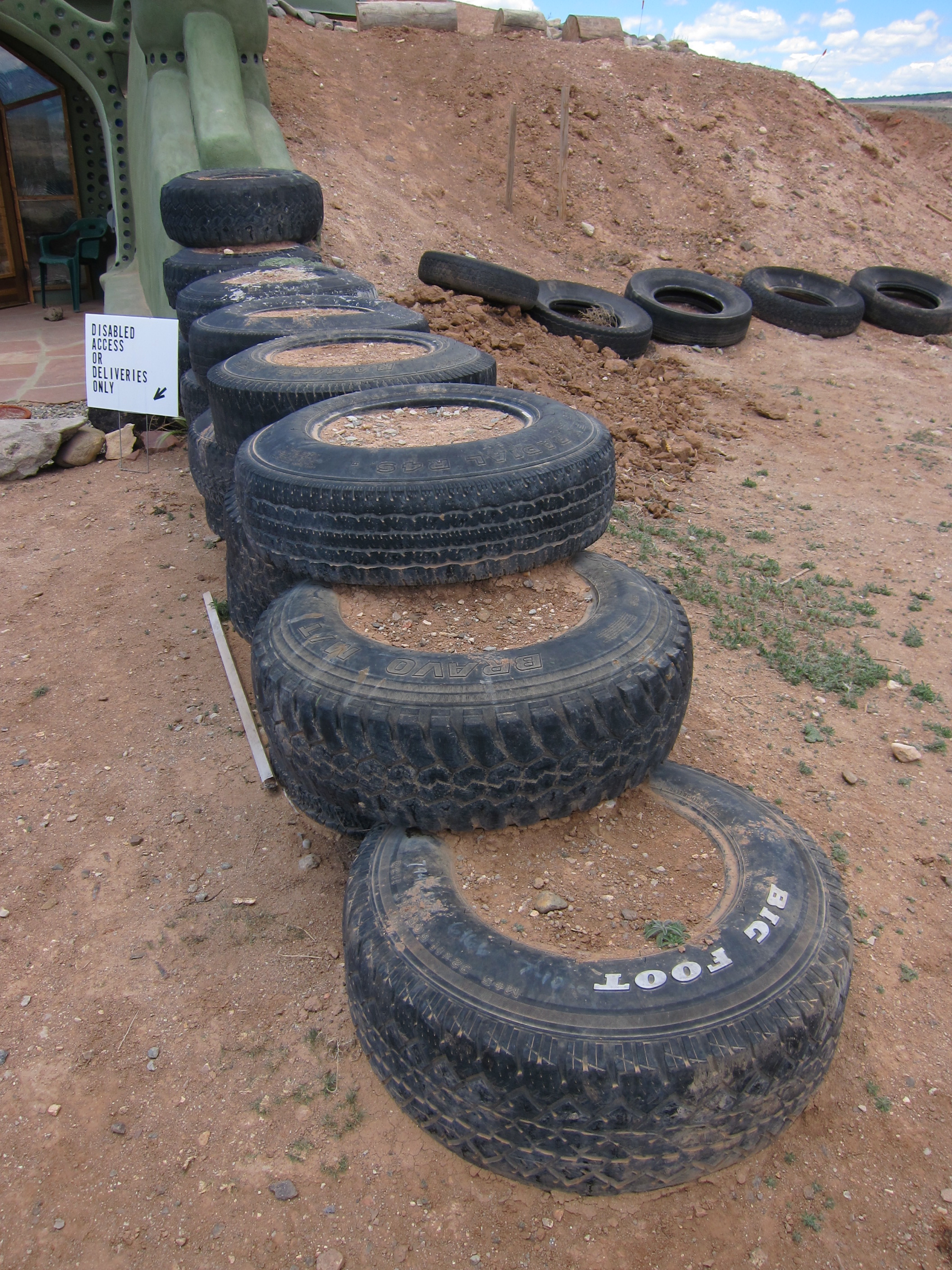
Pneus com terra batida e empilhados

No topo das paredes dos pneus estão "vigas de ligação de lata e concreto" feitas de latas recicladas unidas por concreto, ou vigas de madeira com sapatas de madeira. Eles são fixados às paredes dos pneus por meio de âncoras de concreto, blocos de concreto vazados dentro dos pneus superiores. Blocos de calços de madeira colocados no topo da viga de madeira constituem os sapatos de madeira. A viga de madeira consiste em duas camadas de madeira aparafusadas às âncoras de concreto. A barra de reforço é usada para “pregar” as sapatas de madeira na viga de madeira.
As paredes internas não estruturais são muitas vezes feitas de um favo de latas recicladas unidas por concreto; estas são apelidadas de paredes de lata. Estas paredes são geralmente rebocadas com adobe e lembram paredes tradicionais de adobe quando acabadas.
A cobertura é feita por meio de treliças, ou vigas de madeira, que se apoiam nas sapatas de madeira ou nas paredes de lata colocadas nas vigas de ligação. O telhado, bem como as paredes voltadas para norte, leste e oeste, são fortemente isoladas para reduzir a perda de calor.

## Água

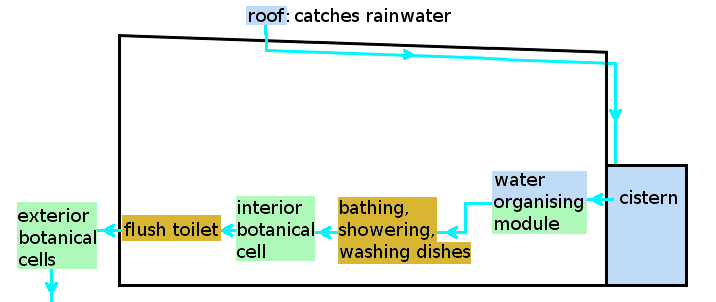
O sistema de água com vaso sanitário integrado, usado na maioria das naves terrestres

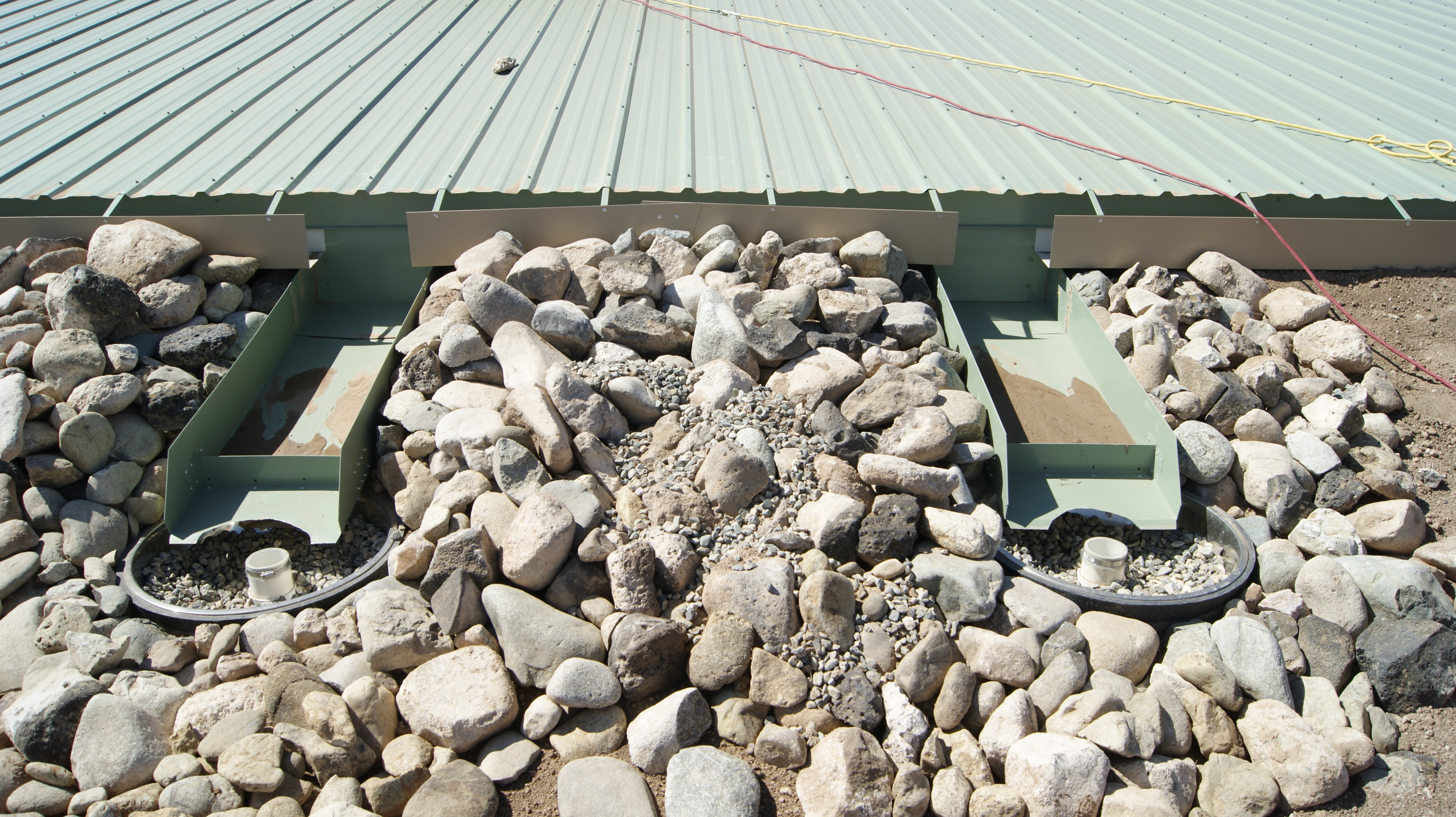
Um embornal para coletar água da chuva

As naves terrestres são projetadas para capturar toda a água necessária do ambiente local. A água usada em uma Earthship é coletada da chuva, neve e condensação. Cada centímetro de chuva coletado por metro quadrado de água rende 2,53 litros de água. À medida que a água se acumula no telhado, ela é canalizada através de um dispositivo coletor de lodo e para uma cisterna. As cisternas são posicionadas para alimentar por gravidade um módulo de organização de água que filtra bactérias e contaminantes, tornando-a adequada para beber. O módulo consiste em filtros e uma bomba CC. A água é então empurrada para um tanque de pressão convencional para criar uma pressão de água doméstica comum.
A água coletada desta forma é usada para todas as atividades domésticas, exceto para dar descarga nos vasos sanitários. Os vasos sanitários são descarregados com águas cinzas que já foi usada pelo menos uma vez. Normalmente são águas residuais filtradas de pias e chuveiros.

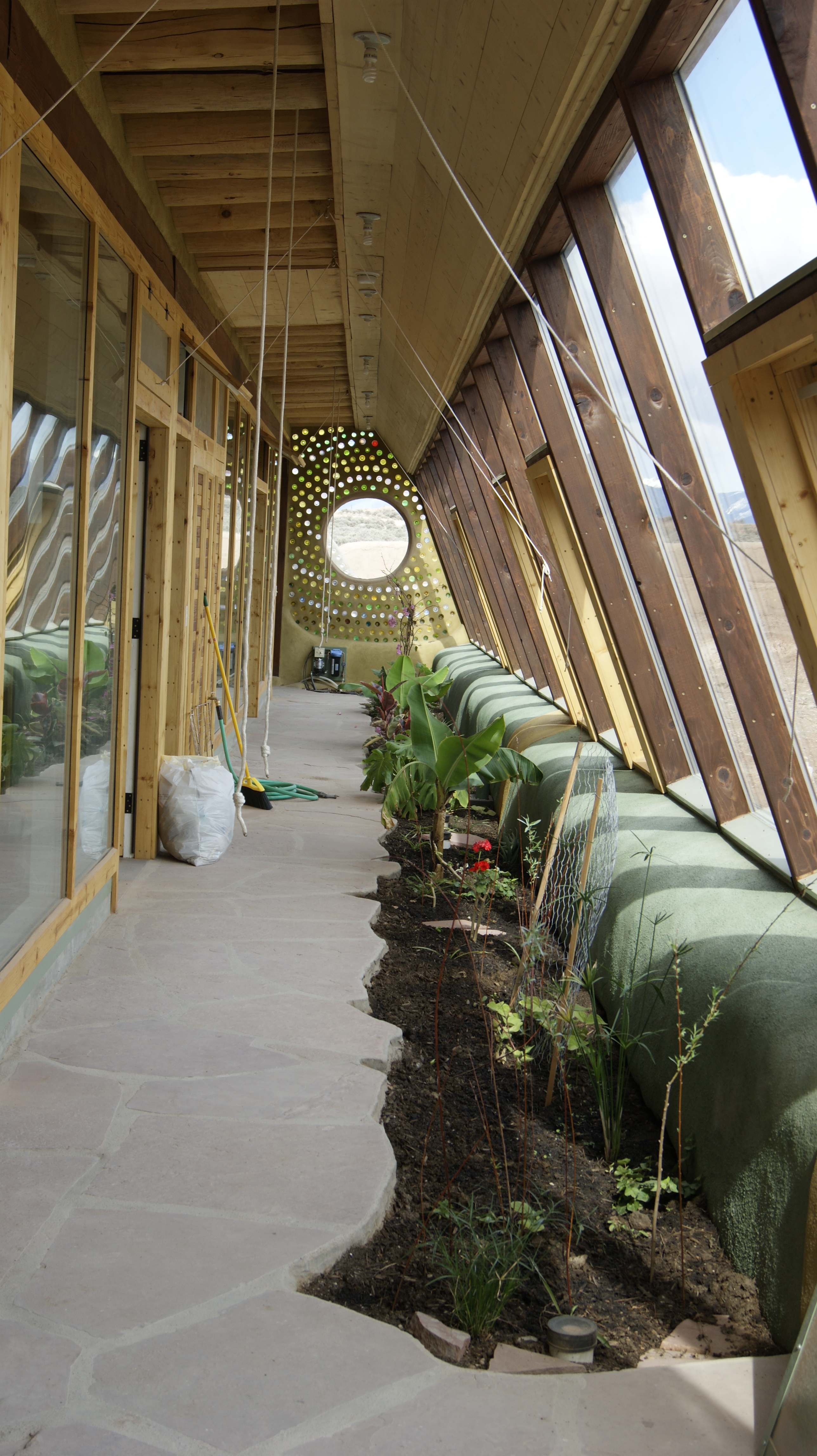
Interior de uma célula botânica; as plantas funcionam como tratamento de águas cinzas.

Água cinza, água reciclada imprópria para beber, é usada na Earthship principalmente para descarga de vasos sanitários. Antes que a água cinza possa ser reutilizada, ela é canalizada através de um filtro/digestor de gordura e partículas e para uma célula botânica revestida de borracha de 30 a 60 pol. (760 a 1.520 mm), uma máquina viva em miniatura, dentro da Earthship. Aqui a água é oxigenada e filtrada por bactérias e plantas para reduzir a carga de nutrientes. A água da extremidade inferior da célula botânica é direcionada através de um filtro de turfa e coletada em um reservatório ou poço. A água recuperada passa mais uma vez por um painel de águas cinzas e é usada para dar descarga em vasos sanitários convencionais.

Água negra é a água que foi usada em um banheiro. As naves terrestres utilizam digestão anaeróbica em suas fossas sépticas, que separam naturalmente os resíduos sólidos. A água preta é utilizada em células de concreto contendo plantas, separadas das plantas de água cinza na estufa; também pode ser usado em plantadores externos. Estudos sobre a segurança do cultivo de plantas alimentícias em um sistema de água negra mostram baixos níveis de bactérias E. coli. Não é recomendado plantar alimentos em águas negras; licenças de construção podem ser recusadas para planos que indiquem tal uso de água negra.
Onde não for possível usar vasos sanitários com descarga de água, são recomendados vasos solares secos.

## Eletricidade

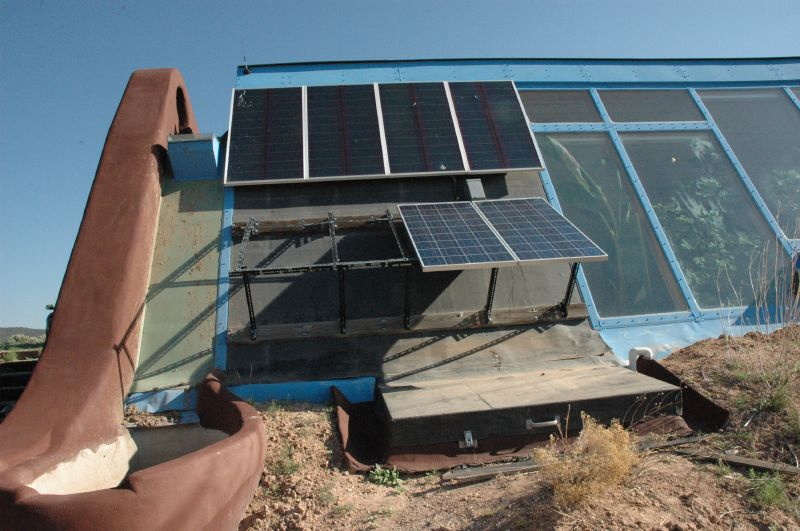
Painéis solares em uma Earthship

As earthships são projetadas para coletar e armazenar sua própria energia. A maior parte da energia elétrica é colhida do sol e do vento. Painéis fotovoltaicos e turbinas eólicas no Earthship ou próximo a ele geram eletricidade CC que é armazenada em baterias de ciclo profundo. As baterias estão alojadas em uma sala especialmente construída no telhado. Energia adicional pode ser obtida a partir de geradores movidos a gasolina ou através da integração com a rede da cidade. Para os invernos canadenses, as áreas de superfície expostas às células solares precisam ser aumentadas em mais de três vezes
Em uma Earthship, um Módulo de Organização de Energia (POM) pega uma proporção da energia armazenada nas baterias e a inverte para uso em CA. O Módulo de Organização de Energia é um sistema pré-fabricado fornecido pela Earthship Biotecture que é simplesmente fixado a uma parede no interior da Earthship e conectado de maneira convencional. Inclui os equipamentos necessários como disjuntores e conversores. A energia que passa pelo Módulo de Organização de Energia pode ser usada para alimentar qualquer eletrodoméstico, incluindo máquinas de lavar, computadores, utensílios de cozinha, máquinas de impressão e aspiradores. Idealmente, nenhuma energia elétrica em uma Earthship é usada para aquecimento ou resfriamento.

## Performance térmica

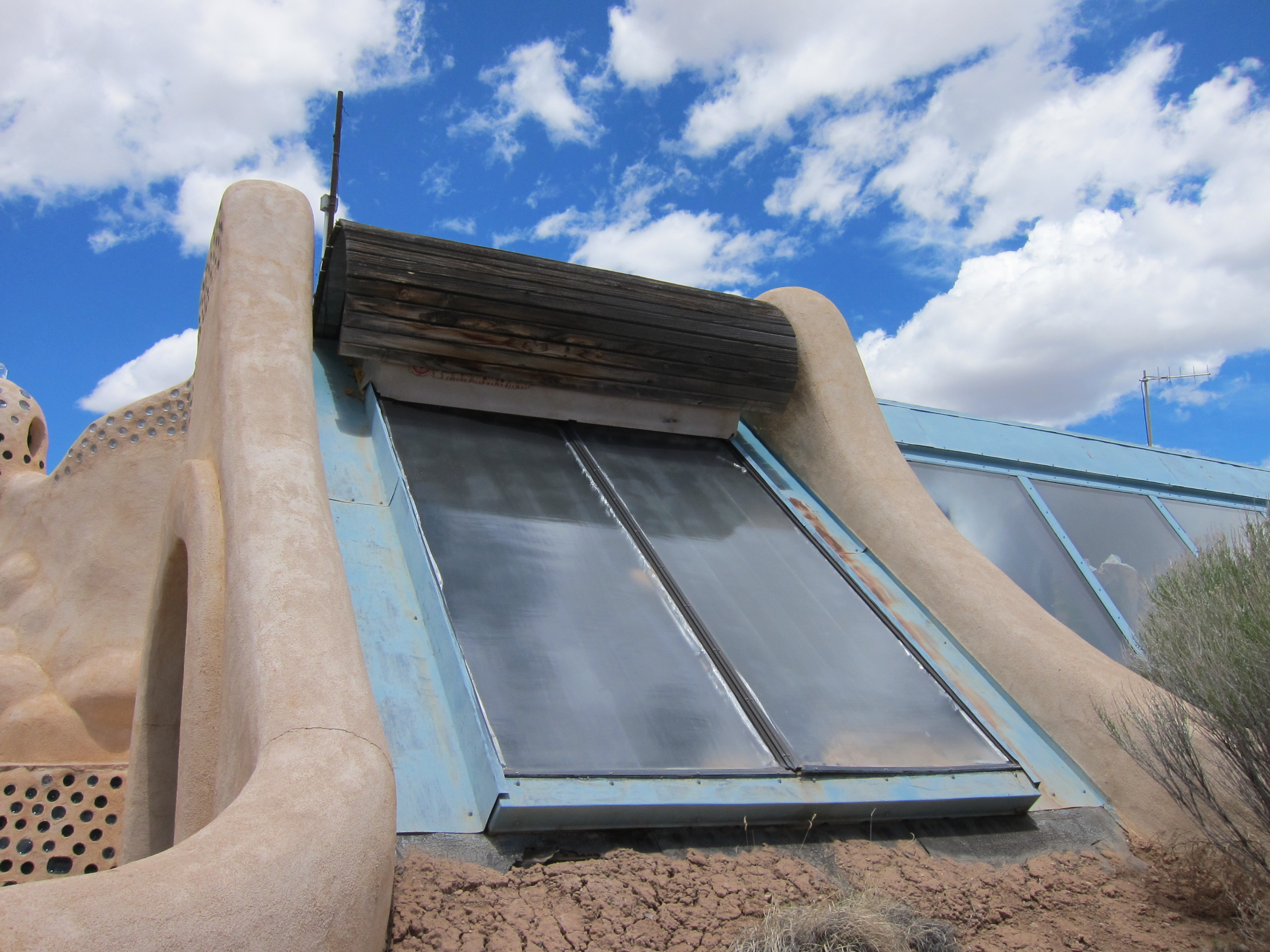
Aquecedor solar de água em uma Earthship

As naves terrestres dependem de um equilíbrio entre o ganho de calor solar e a capacidade das paredes dos pneus e do subsolo de transportar e armazenar calor. Eles são projetados para usar as propriedades da massa térmica e com a intenção de que as paredes externas dos pneus compactados forneçam uma massa térmica que absorva o calor durante o dia e irradie calor durante a noite, mantendo o clima interno relativamente confortável durante todo o dia. Além das paredes externas dos pneus, algumas Earthships são afundadas na terra para aproveitar o abrigo terrestre e reduzir as flutuações de temperatura.
Algumas estruturas terrestres sofreram perda de calor para o solo durante a estação de aquecimento. Isso pode ser devido às diferenças climáticas entre o Novo México, onde as naves terrestres foram construídas pela primeira vez, e climas mais nublados, mais frios e mais úmidos. Problemas de desempenho térmico também podem ter ocorrido devido à massa térmica ter sido erroneamente equiparada ao valor R. O valor R imperial do solo é de cerca de 1 por pé. Malcolm Wells, arquiteto e autoridade em projetos protegidos pela terra, recomenda um isolamento imperial de valor R 10 entre solos profundos e espaços aquecidos. As recomendações de isolamento de Wells aumentam à medida que a profundidade do solo diminui (uma correlação negativa).
Além da massa térmica, as Earthships usam aquecimento e resfriamento solar passivo. Grandes janelas frontais com persianas integradas, paredes trombe e outras tecnologias, como claraboias ou rastreadores solares "Track Rack" de Steve Baer, são usadas para regulação de calor. As naves terrestres são posicionadas de forma que sua parede principal, que não é estrutural e feita principalmente de folhas de vidro, fique voltada diretamente para o equador. Este posicionamento permite uma óptima exposição solar. Para permitir que o sol aqueça a massa da earthship, a parede orientada para o sol é inclinada de modo que fique perpendicular à luz do sol de inverno. Isto permite exposição máxima no inverno, quando o calor é desejado, e menor exposição no verão, quando o calor deve ser evitado. Algumas Earthships, especialmente aquelas construídas em climas mais frios, usam sombreamento isolado na parede voltada para o sol para reduzir a perda de calor durante a noite.
Os projetos atuais da Earthship, como o módulo global, têm uma "estufa dupla", onde o vidro externo é inclinado em direção ao equador, e uma parede de vidro interna forma uma passagem ou corredor quando você entra na Earthship. Esta estufa é usada principalmente para cultivar alimentos; também cria uma barreira para a “zona de conforto” dentro de casa.

## Ventilação

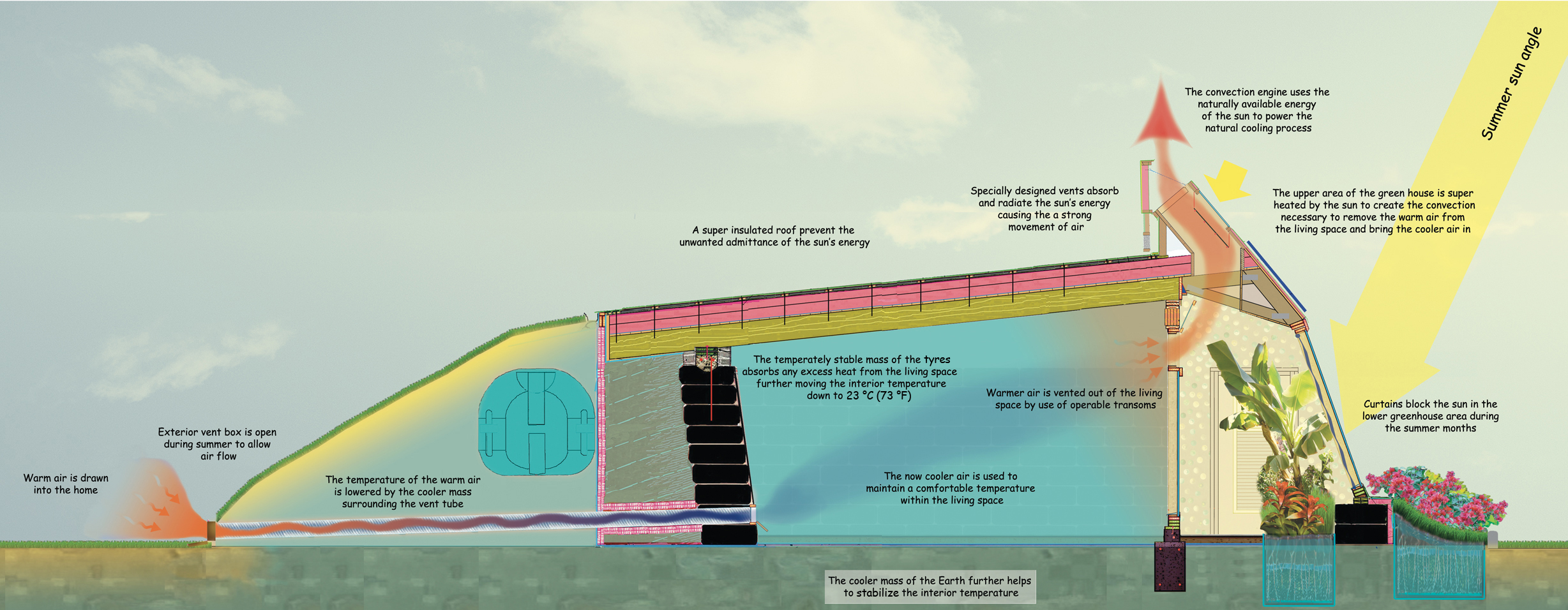
Convecção natural resfriando uma Earthship

As estruturas das naves terrestres possuem um sistema de ventilação natural baseado em conveção. Um tubo de 9,1 metros se estende do interior da casa sob a berma, resfriando o ar quando ele chega à zona de conforto. À medida que o ar quente sobe, o sistema cria um fluxo de ar constante - com ar mais frio entrando e ar mais quente saindo por uma janela menor ventilada na estufa.

## Ao redor do mundo

### África

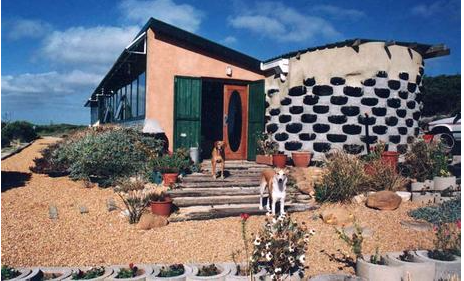
Earthship construída por Angel e Yvonne Kamp na África do Sul

A primeira earthship na África do Sul foi construída por Angel e Yvonne Kamp entre 1996 e 1998. Eles colocaram um total de 1.500 pneus nas paredes. A Earthship, perto de Hermanus, está localizada em uma reserva natural privada de 60 hectares que faz parte de uma área de 500 hectares cercada por uma cerca de caça e faz fronteira com a Reserva Natural de Walker Bay.
A segunda earthship na África do Sul é um centro de reciclagem em Khayelitsha, administrado como um conceito de loja de troca. O centro foi concluído em dezembro de 2010. Outra casa de baixo custo construída com pneus está em desenvolvimento em Bloemfontein.
O experimento inspirado na earthship na África do Sul é uma combinação de alojamentos e o museu ao ar livre Sonskip / Aardskip em Orânia. Esta earthship é baseada no modelo global de earthship e é construída com uma base de pneus, tem paredes de sustentação construídas com sacos de terra e paredes internas construídas com sabugo, latas e garrafas plásticas. Esta earthship adere a todos os seis princípios de uma earthship. Esta é a maior earthship do mundo.
Uma casa residencial estava em fase de planejamento para Essuatíni em 2013.
Em 2011, começou a construção da Escola Goderich Waldorf de Serra Leoa. A escola foi a primeira instituição educacional a usar a arquitetura terrestre. Embora Mike Reynolds e uma equipe de estagiários tenham ajudado a concluir as duas primeiras salas de aula, a maior parte do prédio foi construída por membros da comunidade que foram treinados nas técnicas de construção de Reynolds.
Um novo projecto estava programado para começar no Malawi em Outubro de 2013. Durante essa primeira visita, a equipa conseguiu concluir duas das 8 salas pretendidas. A Biotechure Planet Earth voltou a colaborar no projeto do Malawi em 2015 para concluir o centro comunitário da aldeia rural. A equipe era formada por um grupo de voluntários e também por moradores locais, todos formados para criar um prédio de 8 cômodos feito de pneus, latas e garrafas. Finalmente, num webpost carregado em Fevereiro de 2020, foi confirmado que a estrutura comunitária em Kapita, no Malawi, pôde ser concluída.

### Austrália
Earthship Ironbank foi construído por Martin e Zoe Freney a sudeste de Adelaide, no sul da Austrália, e é o primeiro Earthship construído com permissão do conselho na Austrália.

### Europa

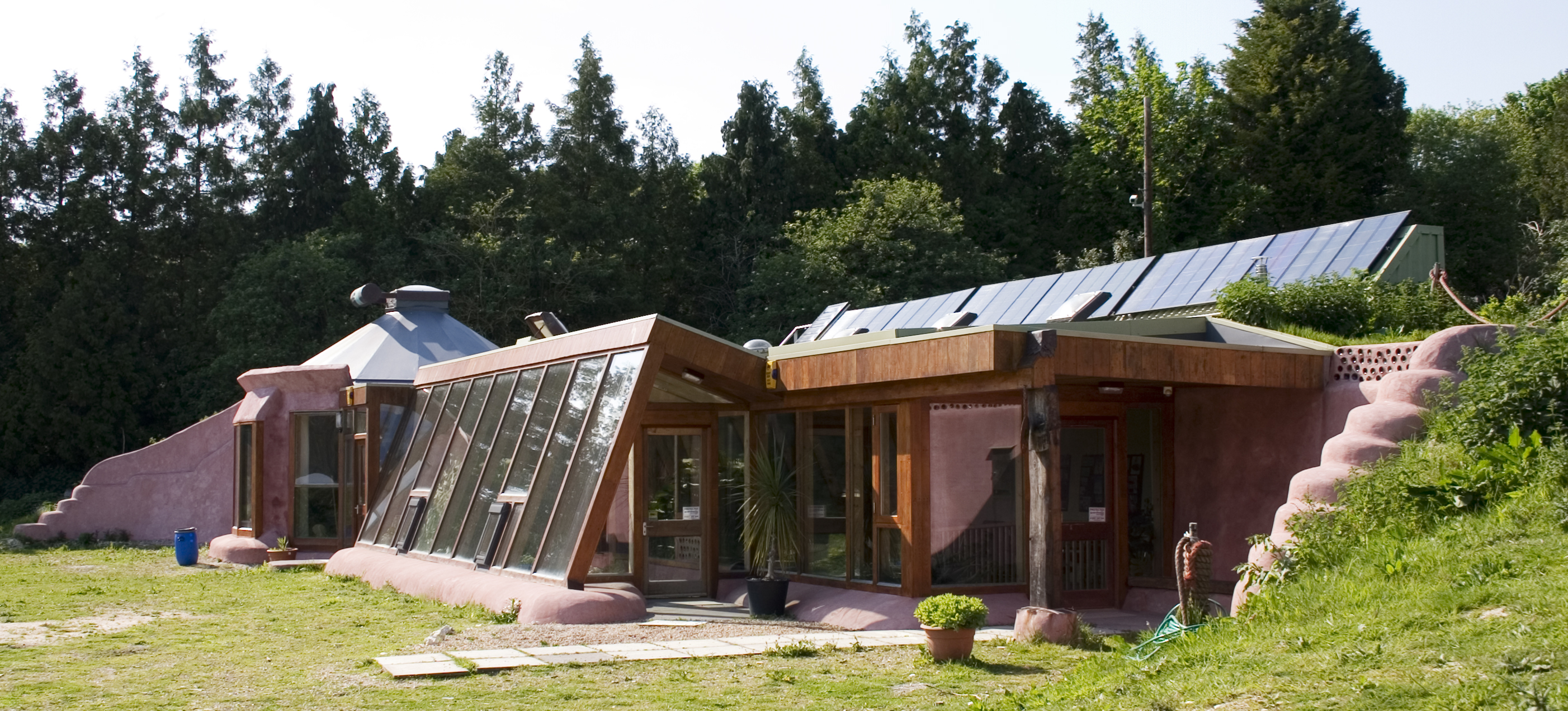
Earthship Brighton, Inglaterra

Em 2000, o arquiteto Michael Reynolds e sua equipe construíram a primeira earthship residencial em Boingt (Bélgica). Enquanto a água, o módulo de energia, os painéis solares e a equipa viajavam para a Europa, o presidente da Câmara de Boingt vetou a licença de construção. Josephine Overeem, a mulher que queria construir a earthship, e Michael Reynolds decidiram fazer um modelo de demonstração no quintal de sua residência em Strombeek-Bever (Bélgica). CLEVEL convidou Reynolds da Bélgica para Brighton, no Reino Unido, e orquestrou planos para a earthship em Brighton, iniciados em 2003. Este foi o início de uma série de viagens feitas por Reynolds e a construção de naves terrestres no Reino Unido, França e Holanda.
Em 2004, o primeiro Earthship no Reino Unido foi inaugurado em Kinghorn Loch em Fife, Escócia. Foi construído por voluntários da instituição de caridade SCI. Em 2005, o primeiro Earthship na Inglaterra foi estabelecido em Stanmer Park, Brighton, com o Low Carbon Trust. Em 2007, a CLEVEL e a Earthship Biotecture obtiveram permissão de planejamento para construir um local de desenvolvimento com vista para a Marina de Brighton, no Reino Unido. A aplicação seguiu-se a um estudo de viabilidade de seis meses, orquestrado por Daren Howarth, Kevan Trott e Michael Reynolds e financiado pela Agência Ambiental do Reino Unido e pelo Energy Savings Trust. A inscrição bem-sucedida foi para dezesseis casas terrestres de um, dois e três quartos neste local, com preço de venda esperado de 250 a 400.000 libras. As casas são todas projetadas de acordo com os princípios básicos do Earthship desenvolvidos nos Estados Unidos e adaptados ao Reino Unido. Serão reciclados 15.000 pneus para construir estas casas (o Reino Unido queima aproximadamente 40 milhões de pneus por ano). Os planos incluem a valorização dos habitats do local para os lagartos que já ali vivem, razão pela qual intitulou o projeto “O Lagarto”. Este teria sido o primeiro desenvolvimento deste tipo na Europa.
A primeira casa oficial da Earthship na Europa continental com aprovação oficial de permissão de planejamento foi construída em uma pequena vila francesa chamada Ger. A casa, de propriedade de Kevan e Gillian Trott, foi construída em abril de 2007 por Kevan, Mike Reynolds e uma tripulação da Earthship de Taos, e foi vendida a uma família em 2014. O projeto foi modificado para um clima europeu e é visto como o primeiro de muitos para a arena europeia. Atualmente é utilizado como casa de férias para ecoturistas.
Uma adaptação adicional ao contexto europeu foi realizada por Daren Howarth e Adrianne Nortje na Bretanha, França. Eles obtiveram permissão total de planejamento em 2007 e terminaram a Brittany Groundhouse como sua própria casa em 2009. A experiência de construção e o aprendizado estão documentados na série UK Grand Designs e em seu livro.
Earthships foram construídas ou estão a ser construídas em Portugal, Espanha, França, Bélgica, Países Baixos, Reino Unido, Suécia, Dinamarca, Alemanha, Estónia e Chéquia.
O primeiro distrito terrestre oficial (23 naves terrestres) na Europa foi desenvolvido em Olst (Países Baixos). A construção começou na primavera de 2012 e foi concluída em dezembro de 2014. Na Bélgica, também está sendo construída uma earthship híbrida, destinada a ser um edifício de demonstração. Dado que é ilegal usar pneus na Bélgica (pelo risco de fuga de metais tóxicos como o chumbo e o zinco), o projecto utiliza sacos de terra.
As Earthships construídas na Europa por Michael Reynolds têm de ser adaptadas para funcionar conforme pretendido. Alguns apresentaram problemas com umidade e mofo. Algumas pesquisas sobre desempenho térmico foram feitas pela Universidade de Brighton na Brighton Earthship. A primeira construção bem-sucedida de uma Earthship na Alemanha (Tempelhof/Kreßberg, 2015/16) utilizou menos pontes térmicas, mas aumentou o isolamento em cooperação com um Instituto Fraunhofer para evitar quaisquer problemas de mofo.

### América Central
Uma earthship foi construída em 2015 pela família Atkinson no sul de Belize. Foi apresentado no programa de TV Escape to the Wild do Channel 4 do Reino Unido de junho de 2015, temporada 1, episódio 3.
A Guatemala também hospeda duas naves terrestres.

### América do Sul
A primeira Earthship da América do Sul foi construída em janeiro de 2014 na cidade de Ushuaia, Terra do Fogo, Argentina. Hoje este edifício funciona como centro de visitantes e exemplo de vida autossustentável.
Em março de 2016, uma escola Earthship foi construída em Jaureguiberry, Uruguai. Em maio de 2018, outra escola Earthship foi construída em Mar Chiquita, Argentina.

### Nova Zelândia
Uma earthship foi construída por Dawn e Lance Kirtlan perto de Ashburton, Canterbury. Eles se inspiraram nos livros de Mike Reynold e trabalharam com um arquiteto e engenheiro local, relatando que o conselho local apoiou muito o projeto.

## Na cultura popular
O filme Garbage Warrior é sobre a luta de Earthships e Reynolds para obter licenças para construir com materiais não convencionais e fora da rede.
A série de televisão Building Off the Grid, que foi ao ar na DIY Network, apresentou um episódio de construção de uma casa sobre a construção de uma earthship.

## Ligações externos
- Sítio oficial
- Earthship Brighton
- Earthship Germany
- Earthship Denmark